# Haradok (sielsowiet Karoćki)
Haradok (biał. Гарадок; ros. Городок, Gorodok) – wieś na Białorusi, w obwodzie homelskim, w rejonie kormańskim, w sielsowiecie Karoćki, nad Sożem.
Znajduje tu się duża fabryka włókna lnianego.